# 탐진 안씨
탐진 안씨(耽津安氏), 또는 강진 안씨(康津 安氏)는 전라남도 강진군을 본관으로 하는 한국의 성씨이다.

## 역사
《만성보(萬姓譜)》와 1845년 탐진안씨 족보 을사보 서문에는 탐진 안씨의 시조가 안우(安祐)라고 기록되어 있다. 《고려사》에 따르면 안우(安祐, ? ~ 1362년)는 1352년(공민왕 1) 군부판서(軍簿判書)로서 조일신(趙日新)의 난을 평정하였고, 전리판서(典理判書)·지추밀원사(知樞密院事)를 거쳐 지문하성사(知門下省事)에 임명되었다. 1357년 참지중서정사(參知中書政事)로서 안주군민만호부만호(安州軍民萬戶府萬戶)를 겸임하였다. 이듬해 원나라의 세력을 배후에 두고 세도를 부렸던 기철(奇轍)을 주살한 공으로 1등공신에 책봉되었다. 홍건적(紅巾賊)이 침입해 의주(義州)·정주(靜州) 등지가 함락되자 서북면부원수(西北面副元帥)로서 적을 대파하였다. 1359년 홍건적의 잔여 무리를 쫓아 고선주(古宣州)에 이르러 수백 명의 목을 베고 돌아와 중서평장정사(中書平章政事)·추충절의정란공신(推忠節義定亂功臣)이 되었다. 이어 참지정사(參知政事)를 거쳐, 상원수(上元帥)가 되었고 재차 침입해 온 홍건적을 박주(博州)·영변(寧邊) 등지에서 대파하고 도원수(都元帥)가 되었다.
현대에 등장하기 시작한 시조 안원린(安元璘)은 고려 공민왕 때 순흥군(順興君)에 봉해진 문숙공(文淑公) 안목(安牧)의 셋째 아들로 문과에 급제한 후, 정당문학(政堂文學) 검교중추원사(檢校中樞院事)를 지내고 탐진군(耽津君)에 봉해졌다고 한다. 하지만 안원린이 과거에 급제하여 정당문학 등을 역임했음에도 불구하고 고려사 등의 기록에 나오지 않는 것으로 보아 실존 인물이 아니며, 순흥 안씨와 계보를 짜맞추기 위해 만든 가상인물이기 때문에 순흥 안씨의 분파가 아니라는 주장도 있다.
안사종(安士宗)의 아들 안지(安止)가 1414년 문과에 급제하여 세종 때 정인지(鄭麟趾) 등과 함께 《용비어천가(龍飛御天歌)》를 지어 찬진하였으며, 공조판서를 거쳐 예문관 대제학에 오르고 중추원영사(中樞院領事)·봉조하(奉朝賀)에 이르렀다.
이밖에 중종 때 효행으로 이름난 안우(遇), 임진왜란 때 유곡(柳谷)싸움에서 큰 공을 세운 안기종(起宗), 임진왜란 때 어용(御容)과 실록(實錄)을 정읍(井邑) 내장산(內藏山)에 봉안한 안의(義), 고종 때 시문으로 명성을 날린 안찬(鑽) 등이 있다.

## 본관
탐진(耽津)은 전라남도 강진군(康津郡)의 옛 지명으로 본래 백제의 동음현(冬音縣)이었다. 757년(신라 경덕왕 16)에 탐진으로 고쳐서 양무군(陽武郡)에 예속시켰으며, 고려시대에는 영암(靈巖)에 속하였다가 장흥(長興)으로 이속시켰다. 1417년(태종 17)에 병마도절제사영을 도강현(道康縣) 소재지에 옮기고 두 현을 합쳐 강진으로 개칭하였고 치소는 탐진으로 하였다. 1429년(세종 11)에 도강의 송계(松溪)로 옮겼는데 1475년(성종 6)에 탐진으로 돌아갔다. 1895년(고종 32) 지방제도 개정으로 탐진군으로 승격되어 나주부(羅州府)의 관할이 되었고, 1914년에 군면 폐합으로 백도면(白道面) 일부를 해남군에 이속하였고, 가우도(加牛島)를 합쳤고, 1936년 강진면이 강진읍으로 승격되었다.

## 인물
- 안우(安祐, ? ~ 1362년) : 1352년(공민왕 1) 군부판서(軍簿判書)로서 조일신의 난을 평정하였고, 전리판서(典理判書)·지추밀원사(知樞密院事)를 거쳐 지문하성사(知門下省事)에 임명되었다. 1357년 참지중서정사(參知中書政事)로서 안주군민만호부만호(安州軍民萬戶府萬戶)를 겸임하였다. 이듬해 기철(奇轍)을 주살한 공으로 1등공신에 책봉되었다. 홍건적이 침입하자 서북면부원수(西北面副元帥)로서 적을 대파하였다. 1359년 홍건적의 잔여 무리를 쫓아 고선주(古宣州)에 이르러 수백 명의 목을 베고 돌아와 중서평장정사(中書平章政事)·추충절의정란공신(推忠節義定亂功臣)이 되었다. 이어 참지정사(參知政事)를 거쳐, 상원수(上元帥)가 되었고 재차 침입해 온 홍건적을 박주(博州)·영변(寧邊) 등지에서 대파하고 도원수(都元帥)가 되었다.
- 안지(安止, 1384년 ∼ 1464년) : 1414년(태종 14) 친시문과(親試文科)에 을과로 급제하여 성균관박사가 되고, 1416년 다시 문과중시에 을과 2등으로 급제하여, 예문관의 수찬(修撰)·제학 등을 역임하였다. 1445년(세종 27) 공조참판으로 권제(權?)·정인지(鄭麟趾) 등과 함께 「용비어천가」를 지어 바쳤고, 이듬해 호조참판으로 정조사(正朝使)가 되어 명나라에 다녀온 뒤 집현전부제학·이조참판을 거쳐 공조판서에 올랐으나 사필(史筆)의 일로 고신(告身)을 환수당하였다. 1455년(세조 1)에 소환되어 지중추원사에 복관이 되고, 이어 영중추부사에 올랐다.
- 안의(安義, 1529년 ~ 1596년) : 자는 의숙(宜叔), 호는 물재(勿齋). 전라도 태인 출신. 병조판서 안사종(士宗)의 후손이며, 이항(李恒)의 문인이다. 1592년(선조 25) 임진왜란이 일어나자 손홍록(孫弘祿)과 함께 의곡계운장(義穀繼運將)이 되어 곡식과 포목을 행재소(行在所)로 수송하였다. 그 해 7월 왜장 고바야카와(小早川降景)가 전주를 공격하자 전주경기전참봉(全州慶基殿參奉) 오희길(吳希吉)·손홍록과 함께 경기전을 지켰고, 태조의 수용(睟容)과 제기(祭器), 사고(史庫)의 역대실록과 전적을 정읍의 내장산(內藏山)용굴암(龍窟庵)에 옮겨 보존하였다. 1593년 행재소에 나아가 중흥의 6책(策)을 아뢰고 별제(別提)를 제수받았다. 전라도 태인의 남천사(藍川祠)에 제향되었다.
- 안기종(安起宗, 1556년 ~ 1633년) : 1592년(선조 25) 임진왜란이 일어나자 향병을 이끌고 홍의장군 곽재우(郭再祐)의 휘하로 들어가서 유곡(柳谷)·영천·화왕산성(火旺山城) 등지에서 적을 무찔러 많은 전공을 세웠다.
- 안몽상(安夢祥, ? ~ 1637년) : 무과에 급제하여 훈련첨정(訓練僉正)을 지냈다. 1636년(인조 14) 병자호란 때 삼학사와 더불어 강화군영에 파총(把摠)으로 있었을 때 갑곶진에서 싸우다 전사하였다. 조정에서 병조참의(兵曹參議)에 추증하였다가 다시 병조판서(兵曹判書)로 증봉하였다.
- 안효제(安孝濟, 1850년 ~ 1912년) : 안기종(安起宗)의 후손. 1883년(고종 20) 식년문과에 급제하여 1884년 승문원부정자에 임명되었으나, 의복제도를 변경하는 영(令)이 내려지자, 이의 부당함을 상소한 뒤 고향으로 돌아갔다. 1887년 성균관전적으로 다시 등용되어 지평을 거쳐, 1889년 정언이 되었다. 그때 관황녀(關皇女)가 고종의 총애를 받아 진령군(眞靈君)에 봉해지는 한편, 위복(威福)을 전단(專斷)하자, 그녀를 벨 것을 상소하여 고종의 분노를 사서 추자도에 귀양을 갔다. 1894년 임자도(荏子島)로 옮겨진 뒤 곧 귀양이 풀리고 홍문관수찬지제교 겸 경연검토관(弘文館修撰知製敎兼經筵檢討官)ㆍ춘추관기사관의 관직이 내려졌으나 부임하지 않았다. 같은 해 9월 흥해군수로 나가서 선정을 베풀어 치적을 올렸다. 1895년 복제가 개정되어 검은 옷을 입으라는 영이 내려지자 사임하고 고향으로 돌아갔다. 그해 8월에 명성왕후가 시해되고 왕후폐위조칙(王后廢位詔勅)이 내려지자 명성왕후의 복위를 건의하였고, 단발령을 적극 반대하였다. 1910년 나라가 일제에 강제로 병탄당하자 산중에 들어갔고, 그해 11월 일제가 이른바 은사금(銀賜金)을 지급하려 하였으나, 이를 거부하여 창녕경찰서에 갇히기도 하였다. 그뒤에도 일제에 항거하고 또 투옥되었으나 끝내 굴복하지 않았다. 1982년 대통령표창, 1990년 애족장이 추서되었다.
- 안희제 : 독립운동가
- 안준상 : 제헌 국회의원
- 안호상 : 독립운동가, 초대 문교부 장관
- 안경수 : 제5대 인천대학교 총장
- 안철상(安哲相) : 대법관
- 안민석 : 제17·18·19·20대 국회의원

## 과거 급제자
탐진 안씨(강진 안씨)는 문과 급제자 6명, 무과 급제자 5명, 생원·진사 10명을 배출하였다.
고려 문과
안도(安堵)
문과
안여지(安汝止) 안중의(安仲毅) 안지(安止) 안홍기(安鴻起) 안효제(安孝濟) 
무과
안경천(安敬天) 안봉서(安鳳瑞) 안시형(安時亨) 안신(安紳) 안철(安喆)
생원시
안극가(安克家) 안선(安璇) 안성수(安成壽) 안신로(安莘老) 안찬(安鑽) 안택수(安澤壽) 안효손(安孝孫)
진사시
안여지(安汝止) 안정휘(安廷輝) 안형(安炯)

## 인구
- 1985년 강진 안씨(1,429가구, 5,925명) + 탐진 안씨(2,399가구, 10,023명) = 15,948명
- 2000년 강진 안씨(3,764가구, 12,248명) + 탐진 안씨(3,558가구 11,033명) = 23,281명
- 2015년 강진 안씨 15,585명 + 탐진 안씨 10,513명 = 26,098명

현대에 순흥 안씨로 합본하여 탐진군파라고 참칭한 인구까지 합하면 더 많다.